# Liévin Basket 62
El Liévin Basket 62 era un equipo de baloncesto francés con sede en la ciudad de Liévin, actualmente desaparecido. Disputaba sus partidos en la Halle Jules Vézilier, con capacidad para 700 espectadores.
En 2014, el club desaparece debido a sus problemas económicos, fundándose Basket Club Liévinois para ocupar su lugar.

## Posiciones en liga
- 2004 - (1-N2)
- 2005 - (11-N1)
- 2006 - (9-N1)
- 2007 - (10-N1)
- 2008 - (12-N1)
- 2009 - (12-NM1)
- 2010 - (13-NM1)
- 2011 - (11-NM1)
- 2012 - (12-NM1)
- 2013 - (17-MN1)

Como Basket Club Liévinois:
- 2019 - (9-NM2)
- 2020 - (12-NM2)
- 2021 - (12-NM2)
- 2022 - (8-NM2)